# 弗兰茨·平特
弗兰茨·平特（1953年12月24日—），斯洛文尼亚男子射击运动员。他曾代表斯洛文尼亚参加1992年、1996年、2000年、2004年、2008年、2012年、2016年和2020年夏季残疾人奥林匹克运动会射击比赛，获得三枚银牌和一枚铜牌。